# Striano
Striano è un comune italiano di 9 136 abitanti della città metropolitana di Napoli in Campania, situato nella Valle del Sarno.

## Geografia fisica

### Territorio
La città è situata nella Valle del Sarno, porzione sud–orientale della Piana campana, pianura incastrata tra i monti degli Appennini, il Vesuvio, i Monti Lattari e aperta verso il mar Tirreno.
Confina a nord con Palma Campania, a est con Sarno (SA), a sud con San Valentino Torio (SA), a ovest con Poggiomarino e a nord ovest con San Giuseppe Vesuviano; la parte destra del comune è bagnata dal fiume Sarno. Il territorio comunale si estende su una superficie di circa 7,58 km² la sua altitudine sul livello del mare è tra i 30 ed i 16 metri (22 metri in piazza 4 novembre). Su questa area, non particolarmente vasta, si sta innescando una sostenuta domanda abitativa. Il comune fa parte del Parco regionale Bacino Idrografico del fiume Sarno.

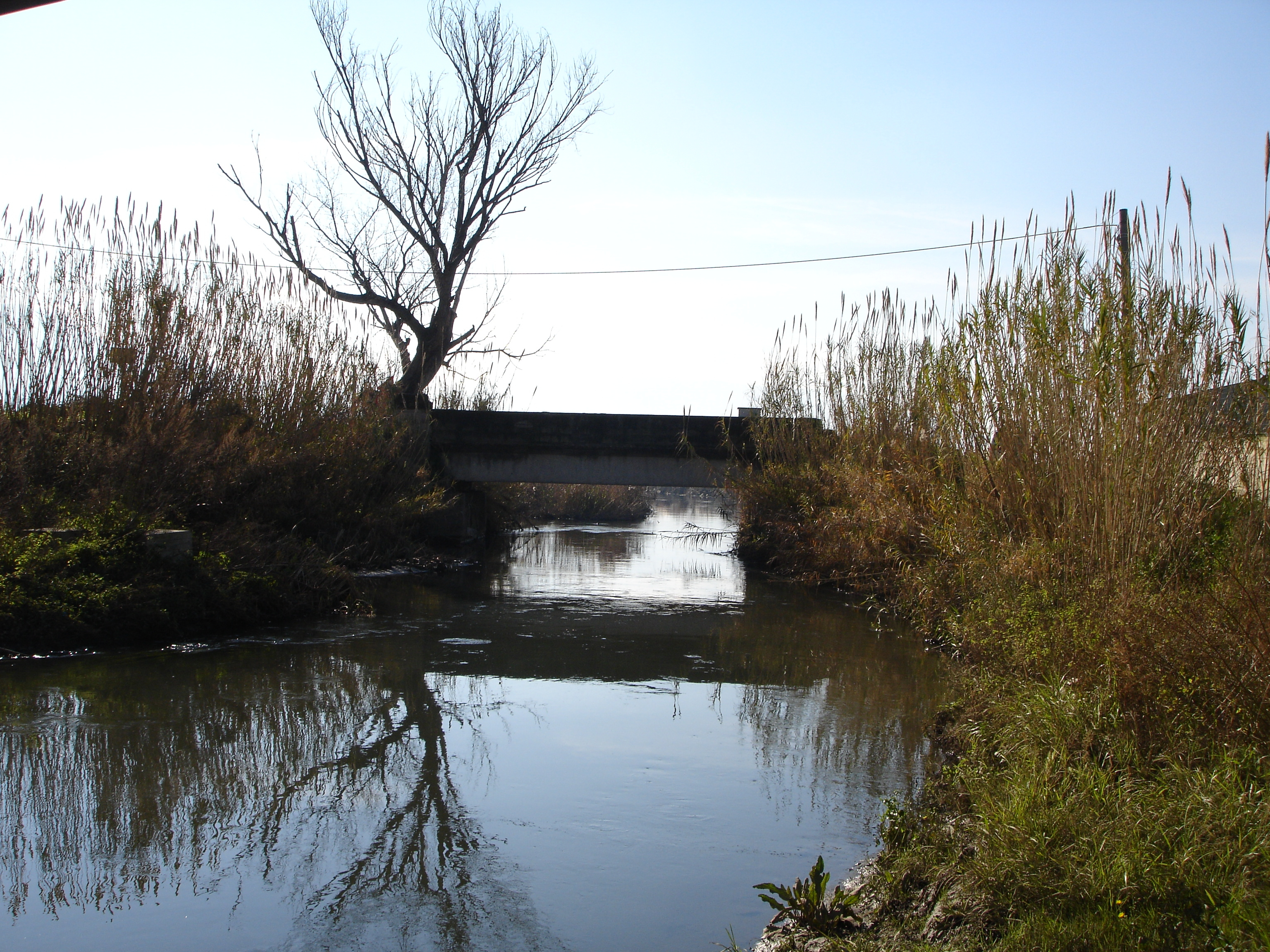
Il ponte sul fiume Sarno al confine con San Valentino Torio

La crescita della popolazione dal 1998 ad oggi è dovuta al fatto che in seguito ad un'alluvione avutasi nella vicina Sarno, molte persone si sono stabilite a Striano, per allontanarsi dalle zone a rischio. Altro fattore è l'immigrazione di comunitari ed extracomunitari, nonché l'ottima posizione geografica che garantisce collegamenti efficienti con i capoluoghi, Pompei, la fascia costiera napoletana, amalfitana e sorrentina.

### Clima
La stazione meteorologica più vicina di cui sono disponibili i dati è quella di Napoli Capodichino. Secondo le medie mensili calcolate sul periodo 1961-1990, la temperatura media del mese più freddo (gennaio) è di circa +8,1 °C, mentre quella del mese più caldo (agosto) è di circa +23,7 °C. Le precipitazioni medie annue sono di circa 1000 mm.
| Napoli Capodichino                 | Mesi  | Mesi | Mesi | Mesi | Mesi | Mesi | Mesi | Mesi | Mesi | Mesi  | Mesi  | Mesi  | Stagioni | Stagioni | Stagioni | Stagioni | Anno    |
| Napoli Capodichino                 | Gen   | Feb  | Mar  | Apr  | Mag  | Giu  | Lug  | Ago  | Set  | Ott   | Nov   | Dic   | Inv      | Pri      | Est      | Aut      | Anno    |
| ---------------------------------- | ----- | ---- | ---- | ---- | ---- | ---- | ---- | ---- | ---- | ----- | ----- | ----- | -------- | -------- | -------- | -------- | ------- |
| T. max. media (°C)                 | 12,5  | 13,2 | 15,2 | 18,2 | 22,6 | 26,2 | 29,3 | 29,5 | 26,3 | 21,8  | 17,0  | 13,6  | 13,1     | 18,7     | 28,3     | 21,7     | 20,5    |
| T. min. media (°C)                 | 3,8   | 4,3  | 5,9  | 8,3  | 12,1 | 15,6 | 18,0 | 17,9 | 15,3 | 11,6  | 7,7   | 5,1   | 4,4      | 8,8      | 17,2     | 11,5     | 10,5    |
| Precipitazioni (mm)                | 104,4 | 97,9 | 85,7 | 75,5 | 49,6 | 34,1 | 24,3 | 41,6 | 80,3 | 129,7 | 162,1 | 121,4 | 323,7    | 210,8    | 100,0    | 372,1    | 1 006,6 |
| Umidità relativa media (%)         | 75    | 73   | 71   | 70   | 70   | 71   | 70   | 69   | 73   | 74    | 76    | 75    | 74,3     | 70,3     | 70       | 74,3     | 72,3    |
| Eliofania assoluta (ore al giorno) | 3,7   | 4,4  | 5,1  | 6,3  | 7,9  | 9,3  | 10,1 | 9,5  | 7,8  | 6,1   | 4,2   | 3,4   | 3,8      | 6,4      | 9,6      | 6,0      | 6,5     |

- Classificazione climatica di Striano[5]:
  - Zona climatica C, 1178 GG.

## Origini del nome
Sul toponimo del comune ci sono pareri discordanti. Il toponimo Striano è di origine romana. Un fundus Histrianus è citato nella tavola di Velleja e Striano ne è la forma aferetica. Nel Medioevo troviamo il toponimo Histricanum citato nella Bolla di erezione della Diocesi di Sarno del 1066. Tradizionalmente si pensava che provenisse da Istra, errato luogo di origine di San Severino, patrono del comune. Recentemente, attraverso studi e ricerche, si è dimostrato che il toponimo deriva esattamente dalla caratteristica configurazione dei terreni strianesi chiamati stigati, e dal modo di lavorarli.

## Storia
I primi insediamenti sul territorio strianese risalgono al IX secolo a.C., come testimoniato dai ritrovamenti di una necropoli del villaggio sorto tra la metà dell'età del Bronzo e il VI secolo a.C. sulle rive del fiume Sarno.
Il territorio fu bonificato dagli opici, popoli indigeni che incrementarono la coltivazione di cereali e d'uva nella fertile valle. Conquistato dagli etruschi, dopo la battaglia persa con i siracusani, furono costretti a cederlo ai sanniti, i quali si insediarono in ville rustiche, una sorta di aziende agricole.
Il grande terremoto di Pompei del 62 e la successiva eruzione del Vesuvio del 24 agosto del 79, che seppellì parte delle campagne sotto una spessa coltre di lapillo e cenere, portarono morte e desolazione, costringendo la popolazione a scappare, abbandonando le fertili terre. Cominciò così per il villaggio un periodo di buio assoluto.
Nel III - IV secolo la vita riprese; le ville rustiche ripresero la loro attività. Queste ville tardo-imperiali erano fornite di una pars dominica, diretto possesso del proprietario e una pars massaricia assegnata ai coloni-servi della gleba.
Nel 1066 viene eretta la diocesi di Sarno dall'arcivescovo di Salerno Alfano I, con la bolla convalidata da Papa Alessandro II, dove vengono specificati i confini della diocesi. Tra questi troviamo il toponimo Histricanum, che indicava il territorio alla destra del fiume Sarno, disseminato di capanne di paglia e fango, abitate da agricoltori e pastori. In una pergamena del 1107 del monastero di Sant'Angelo in Formis il territorio strianese viene definito come una immensa palude estesa dal fiume Sarno ai limiti della foresta della Silva mala (nei pressi di Boscoreale). Ruggero, Signore di Lauro e di Striano, proprietario dei pascoli nella palude al Frasso di Striano, lo dona a Bonomo, priore della chiesa di San Pietro di Scafati.
L'inizio di una vera e propria ripresa di vita si ebbe solamente dal 1123 con la donazione fatta ai monaci benedettini del monastero dei Santi Severino e Sossio di Napoli, da parte del vescovo di Nola, Guglielmo, della chiesa di San Michele Arcangelo con l'annessa masseria.
Grazie all'opera dei benedettini, i terreni macchiosi vennero disboscati e furono rese coltivabili le aree paludose e migliorate le colture esistenti.
Nel 1188 il Conte di Caserta Guglielmo di Lauro e il figlio Roberto, signori di Striano, concessero a Ruggero, abate del monastero dei Santi Severino e Sossio di Napoli, e ai suoi successori, la facoltà di costruire mulini nel Casale di Striano.
Si formò così il vero e proprio centro abitato di Striano.

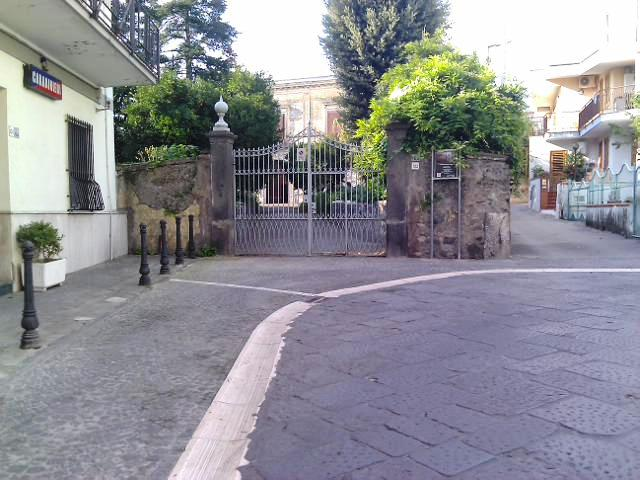
Ingresso della villa De' Sparano - Pisani, già palazzo baronale

Nel 1225 il territorio di Striano che da un secolo faceva parte della contea di Caserta, passò alla contea di Sarno in seguito all'arresto dei Conti di Caserta da parte dell'imperatore Federico XI. Così il Conte di Sarno, Roberto I Vohburg divenne così anche signore del Casale di Striano.
In epoca angioina, nel 1270, fu eretta la chiesa regia di San Severino Abate e nominato rettore don Simone de Foresta. Dal 1200 al 1400 Striano è appartenuto a diversi feudi e contee. Sotto gli Orsini il borgo fu cinto di mura munite di due porte di accesso: la Porta civica di San Nicola, unica superstite, e la Porta civica di Minicone.
Nasce tra il 1400 e il 1500 l'Università della Terra di Striano, una comunità autonoma simile al moderno comune, con a capo un Sindaco e due eletti. Tale comunità si basava su di uno statuto municipale del XV secolo.
Nel 1520 Striano passò al marchese di Castellaneta e vescovo di Catania, Nicola Maria Caracciolo, che lo tenne fino al 1529 fino alla confisca da parte degli Spagnoli, in quanto, vittoriosi sui Francesi, aveva parteggiato per questi ultimi.
Nel 1698 Striano diviene possesso della famiglia De Marinis (o Marino) fino all'abolizione della feudalità.
La città è stata travolta nel 1707 dalla caduta abbondante di piroclasti insieme ai comuni di Scafati, Torre del Greco e Boscotrecase. Danni alle coltivazioni, centinaia di feriti.
Il 12 febbraio 1718 il feudo della famiglia Marino si fregia del titolo di Principato.
Nel 1799 il principe Filippetto Marino prese parte attiva nei moti della Repubblica napoletana a favore dei francesi. Al ritorno dei Borboni nel regno, il 1º ottobre 1799 viene decapitato a Napoli, baciando il boia e perdonando tutti.
Nel 1806, con l'abolizione della feudalità e la creazione dei comuni, sotto il regno di Giuseppe Bonaparte, l'Università di Striano viene divisa in due comuni Striano e Poggiomarino, suo antico casale nato nel 1600. Nel 1808 i due comuni vengono unificati e Poggiomarino da antico casale diviene capoluogo. L'anno successivo Striano si rese autonomo da Poggiomarino.
In seguito ad un editto napoleonico, nel 1867 anche Striano ebbe il suo camposanto costruito intorno alla primitiva chiesa parrocchiale di San Severino, divenuta intanto cappella del Cimitero.

Stemma della Città

Il paese non restò estraneo né ai moti rivoluzionari del XIX secolo. Tra i personaggi strianesi importanti abbiamo Beniamino Marciano, professore di Lettere che grazie a Giuseppe Garibaldi conobbe la rivoluzionaria Antonietta De Pace, che successivamente sposò con rito civile nel comune di Napoli.
Il 28 dicembre 1904 viene inaugurato il tronco ferroviario della Circumvesuviana, ora (2015) EAV, Ferrovia Napoli-Ottaviano-Sarno, con trazione a vapore.
Fino al 1927 Striano fece parte dell'antica Provincia di Terra di Lavoro, Distretto di Nola, Circondario di Palma Campania. Nel 1930 il comune non possedeva alcun edificio scolastico. Il Podestà del tempo Giovanni D'Anna nel 1935 fece costruire una enorme struttura che ospitò le scuole elementari e l'asilo infantile. Tale edificio fu distrutto durante la seconda guerra mondiale dai tedeschi in ritirata. Furono danneggiate anche la facciata ed il campanile della chiesa di San Giovanni Battista, il palazzo municipale e numerose abitazioni.
Con l'avvento della repubblica, insieme alla tradizionale agricoltura, si sviluppò l'artigianato, il commercio e la piccola industria.

### Simboli

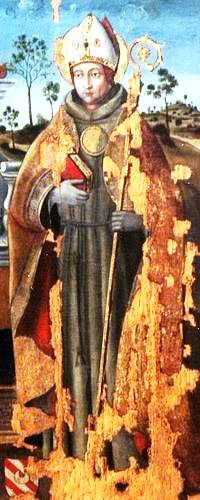
San Severino abate e scudo comunale, particolare della pala d'altare di Protasio Crivelli, datata 1506, conservata presso la chiesa matrice

L'Università di Striano, come tutte le altre del Regno di Napoli, fin dalla sua nascita ebbe un simbolo che rappresentò la comunità. Lo stemma è raffigurato sulla pala d'altare del pittore milanese Protasio Crivelli, dono del barone di Striano Luigi di Casalnuovo, datata 1506, conservata attualmente presso la chiesa matrice parrocchiale di San Giovanni Battista. Al centro della pala è raffigurata la Maestà della Vergine, seduta su un trono marmoreo con il Bambino, ai lati sono raffigurati san Severino a destra, patrono della città, e san Sossio a sinistra. Nel fondo della tavola è riprodotto lo scudo che si presenta d'argento, a tre bande di rosso, al crescente di luna montante d'oro.
Lo stemma attualmente in uso deriva dai sigilli del comune in uso tra il 1897 e il 1992 ed è così descritto all'art. 5 dello statuto comunale:
Il gonfalone è un drappo di giallo.

## Monumenti e luoghi d'interesse

### Architetture religiose

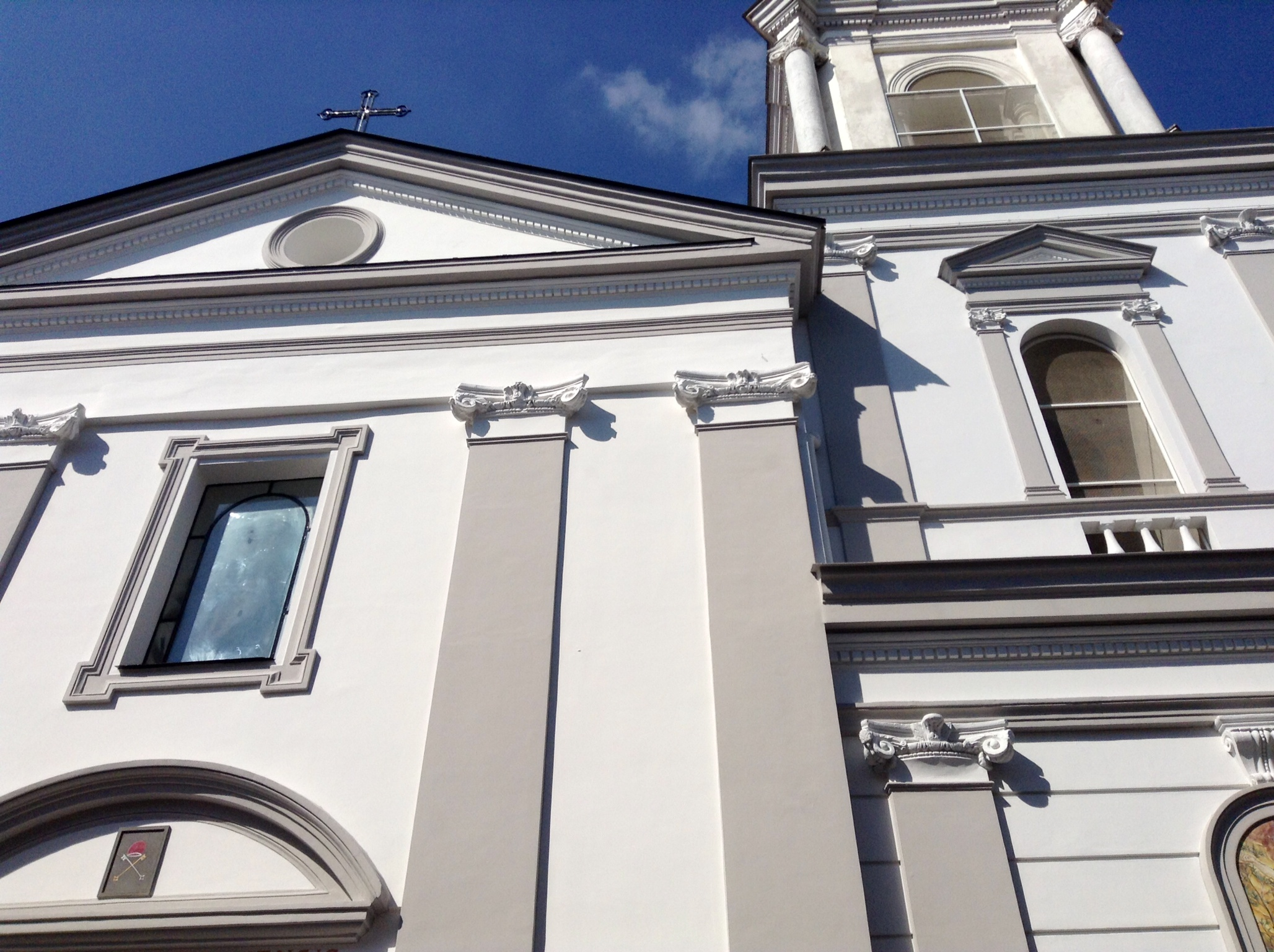
Chiesa Matrice

- Chiesa Parrocchiale di San Giovanni Battista - Chiesa Matrice in piazza IV Novembre;
- Chiesa parrocchiale di San Severino Abate in via Sarno;
- Chiesa Congregatizia del Santissimo Crocifisso in via Nazario Sauro;
- Chiesa della Beata Vergine Maria de' Sette Pianti in via Don Raffaele Sorvillo;
- Cappella della Beata Vergine Maria di Costantinopoli in via Palma;
- Cappella di San Michele Arcangelo in via San Michele Arcangelo.

### Architetture civili

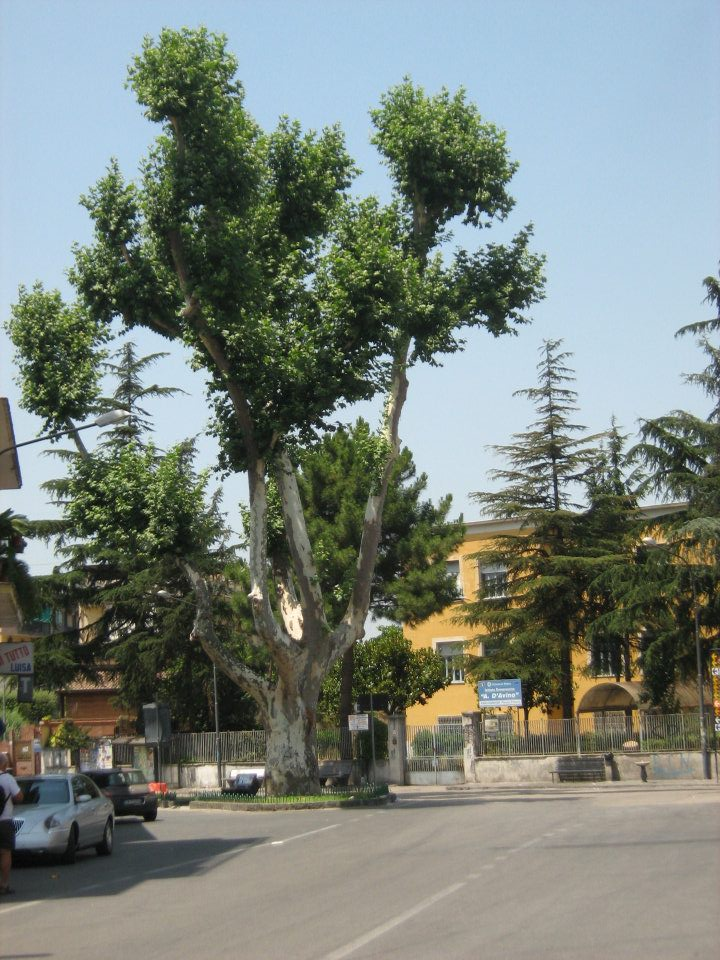
Platano bisecolare

- Villa De' Sparano - Pisani (antico Palazzo baronale) in via Nazario Sauro;
- Palazzo Perna (antico Palazzo municipale) in via Foce - largo Marzo;
- Palazzo Filippetto Marino (Palazzo municipale) in via Municipio;

### Musei
- Museo Civico in piazza Giovanni D'Anna.

### Altri Monumenti
- Porta civica di San Nicola in largo Arco;
- Resti della Porta civica di Minicone in via Roma;
- Resti di una colonna di un Tempio romano presso il cortile Casale;
- Vita del cortile strianese - Trompe-l'œil di Antonio Belfiore presso il villaggio del bambino in via Roberto Serafino
- Monumento alla Pace e alla Speranza (Monumento ai Caduti) in piazza Caduti di tutte le Guerre;
- Le Vele della Pace in via Sarno (verde pubblico antistante il cimitero comunale).

### Altro
- Cortili del centro storico
- Platano bisecolare in piazza Giovanni d'Anna;
- Lapide Sepolcrale del giureconsulto Pasquale Graziano presso la Chiesa Matrice.

## Società

### Evoluzione demografica
Abitanti censiti

### Etnie e minoranze straniere
Secondo i dati comunali al 1 gennaio 2017, la popolazione straniera residente è di 666 persone. Le nazionalità maggiormente rappresentate sono:
- Marocco 339 4%
- Cina 77 0.9%

### Religione
La maggioranza della popolazione è di religione cristiana appartenenti principalmente alla Chiesa cattolica; il comune appartiene alla diocesi di Nocera Inferiore-Sarno. Nel territorio comunale è presente una parrocchia, dedicata a san Giovanni Battista.

### Tradizioni e folclore
- 'O Focaron': Il tradizionale falò di Sant'Antonio Abate

### Il Carnevale Strianese

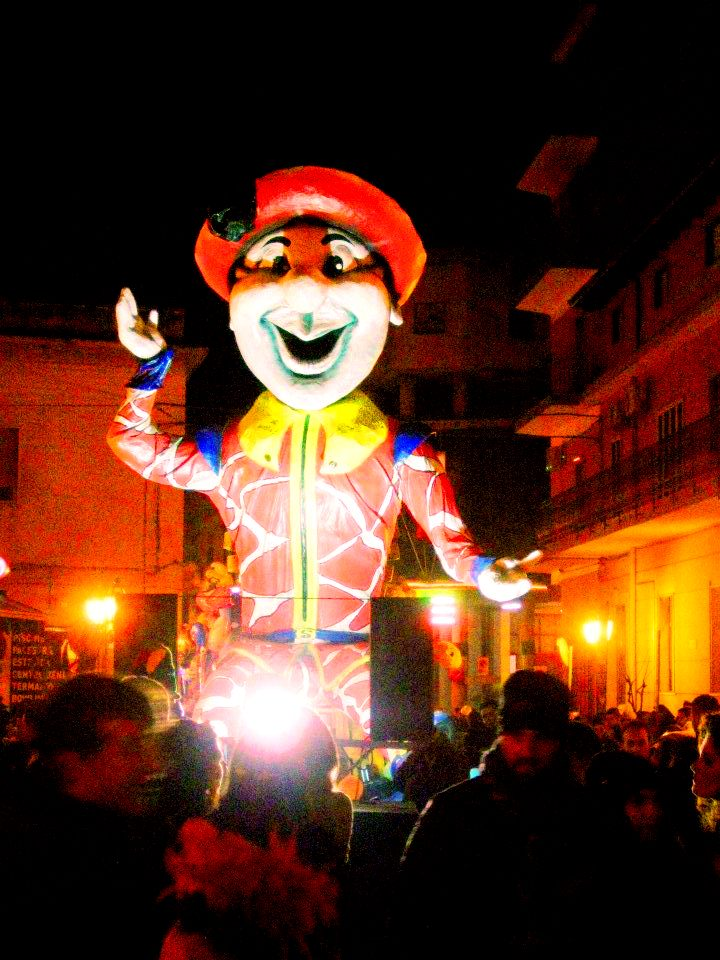
La maschera ufficiale del Carnevale Strianese che sfila in piazza IV Novembre nell'edizione del 2013

I carri allegorici del Carnevale di Striano sfilano ogni anno in un luogo diverso della città, sin dal 1983.

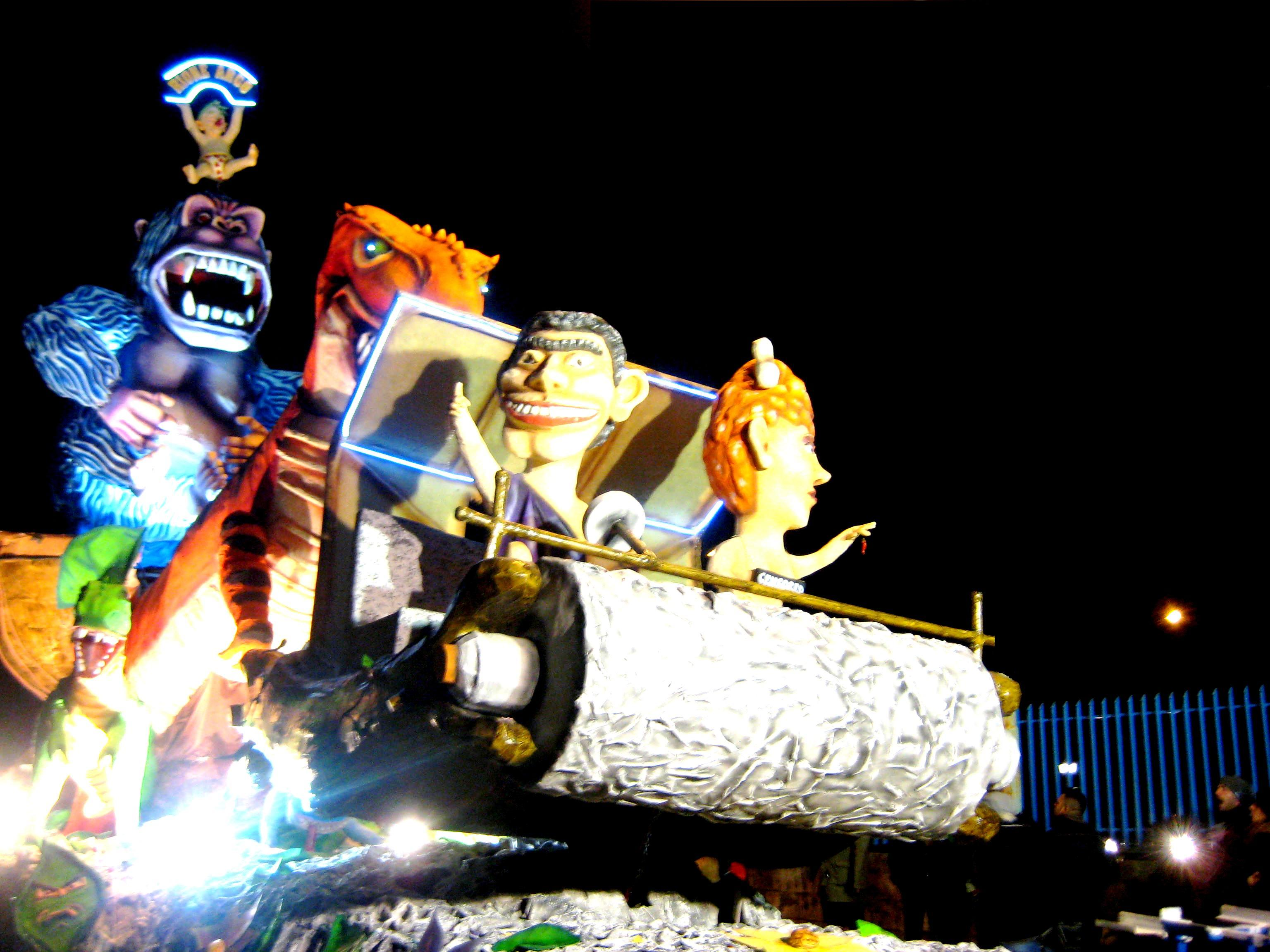
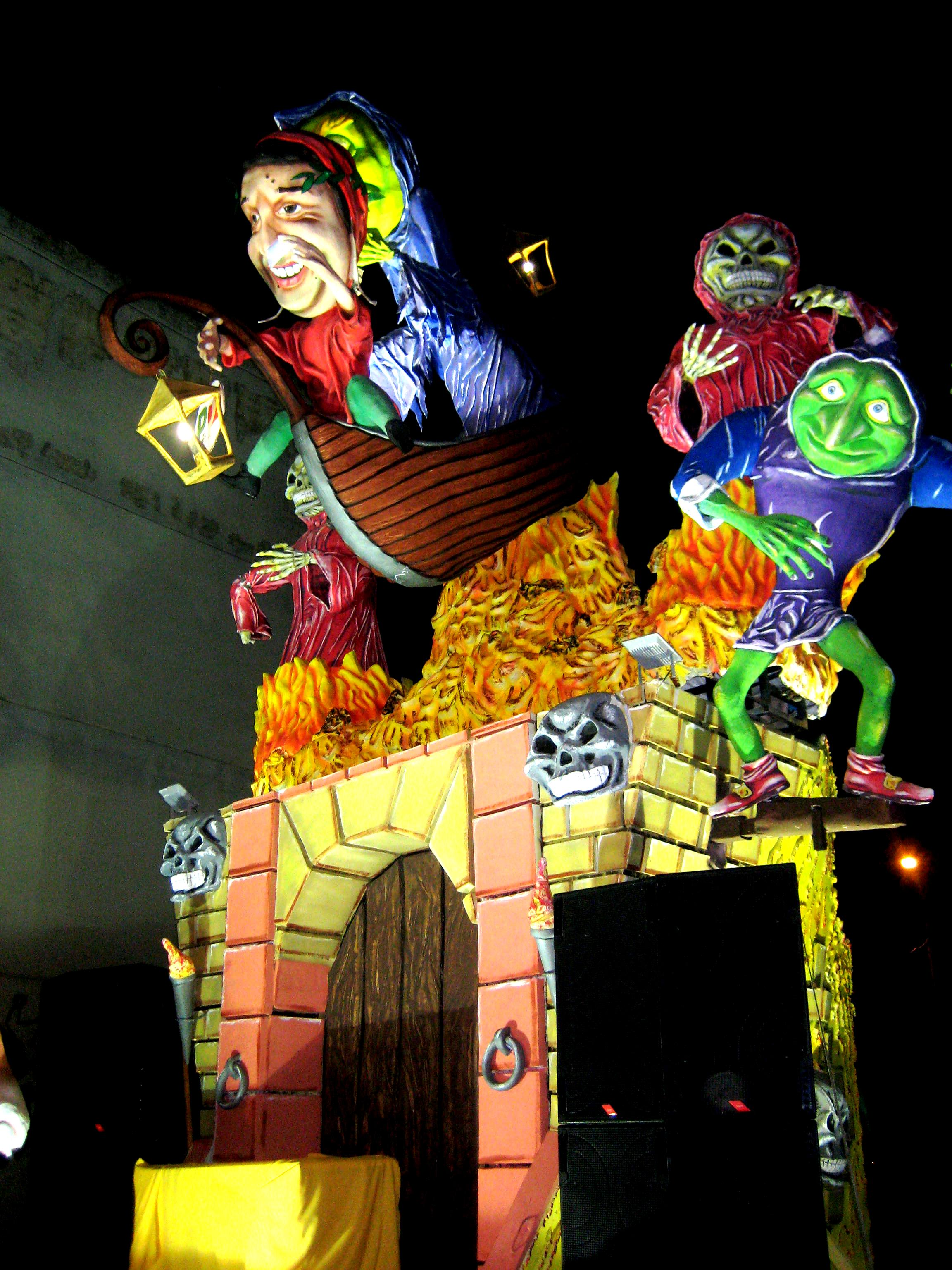
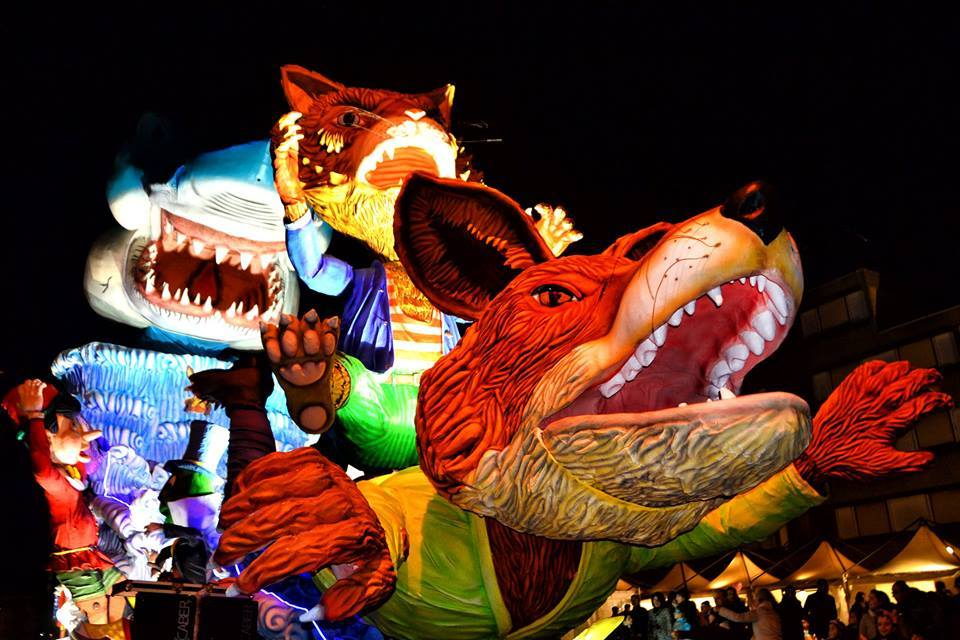
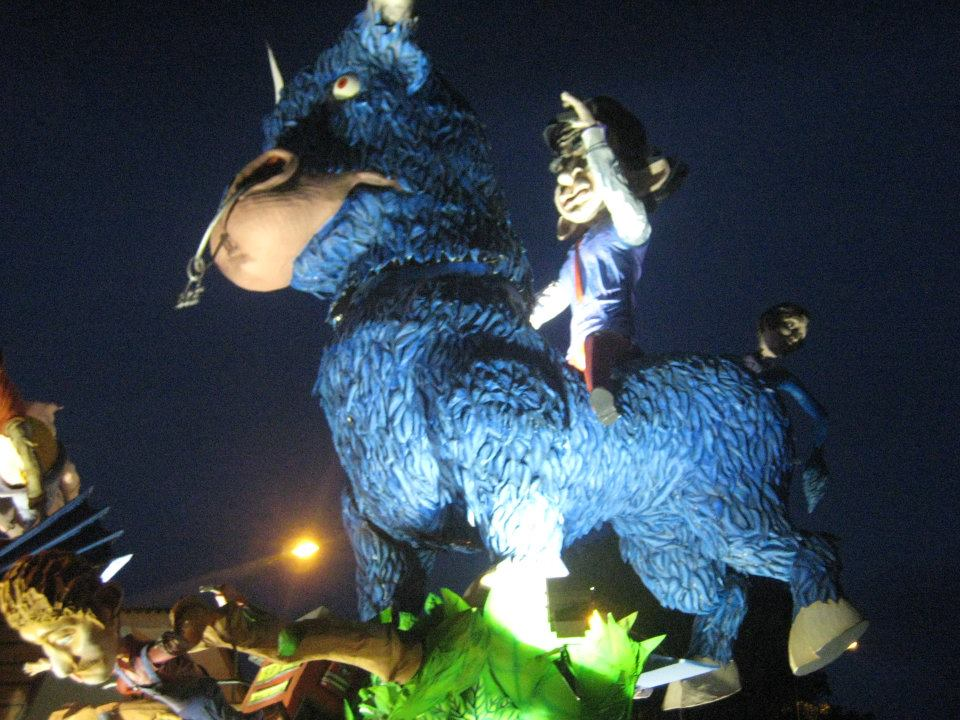
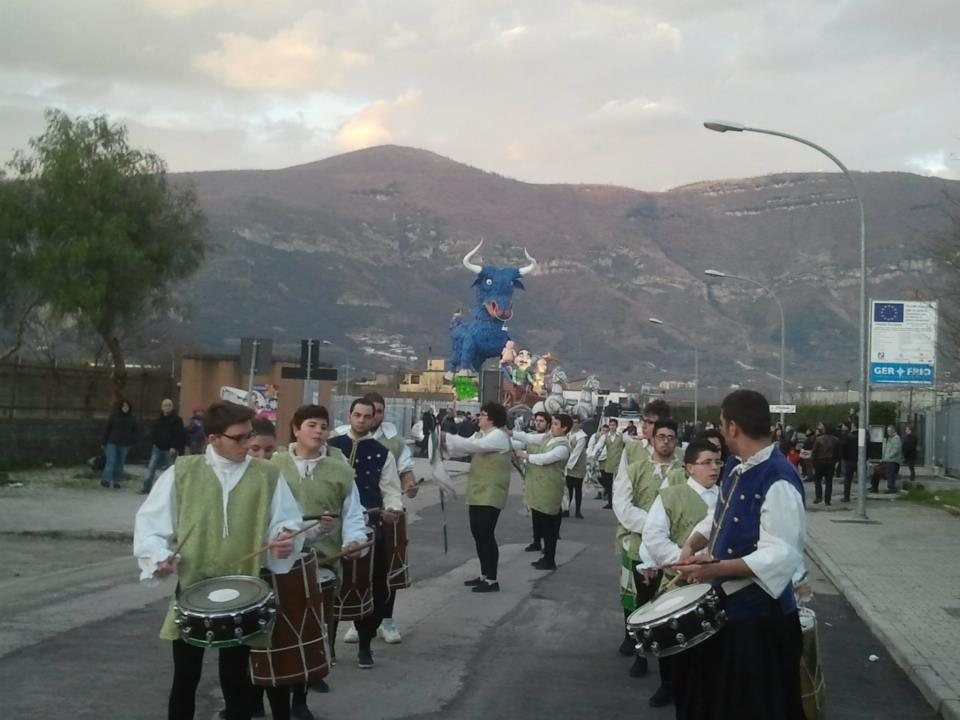

## Cultura

### Scuole
L'istruzione primaria a Striano, la scuola secondaria di primo grado e la scuola materna sono raggruppate dal 1º settembre 2000 in un unico istituto comprensivo intitolato ad Antonio D'Avino (1864–1938), sacerdote fondatore della scuola elementare.

Quanto alle scuole secondarie di secondo grado, sul territorio di Striano è presente dal 2008 l'Istituto Alberghiero "Lorenzo De Medici", sede distaccata di Ottaviano.

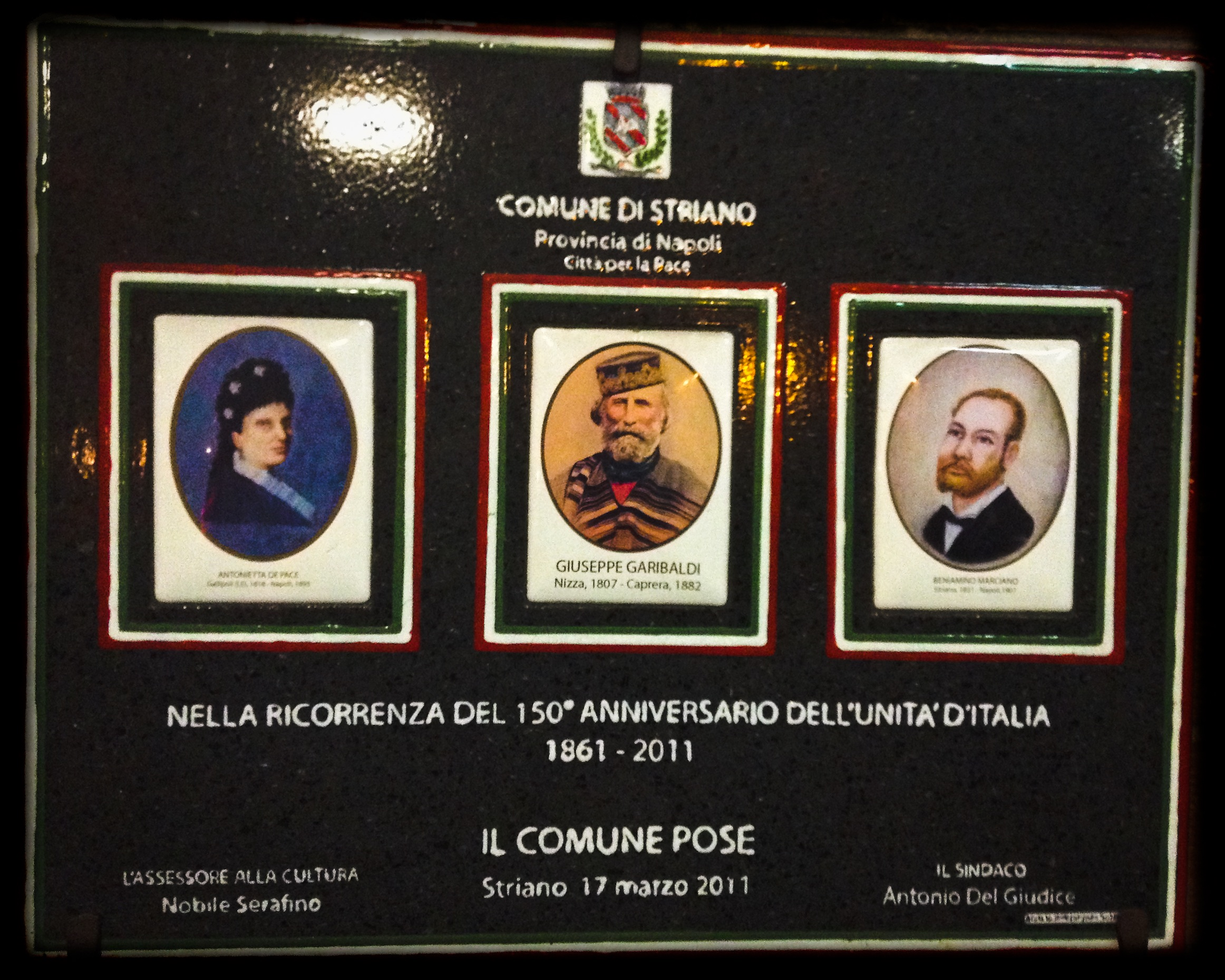
Lapide commemorativa per il 150º anniversario dell'Unità d'Italia, posta dal Comune di Striano sotto il palazzo municipale Filippetto Marino. Sono raffigurati i patrioti garibaldini che hanno fatto la storia di Striano: Antonietta De Pace, Giuseppe Garibaldi e Beniamino Marciano.

## Geografia antropica
Il territorio comunale di Striano è diviso in rioni.
Il Centro politico e culturale è piazza IV Novembre e via Municipio, dove si erge la residenza municipale, il Palazzo Filippetto Marino.

### Centro storico
- Piazza. Anticamente, la piazza principale del paese era situata al largo Marzo, all'incrocio di via Giuseppe Garibaldi con via Foce e con via Beniamino Marciano, dove aveva sede il municipio (Palazzo Perna). Solo a fine del Seicento incominciò a crescere di importanza l'attuale via Municipio e piazza IV Novembre a discapito del largo Marzo e questo perché le riunioni dei capifamiglia strianesi che provvedevano ad eleggere il parlamento Locale iniziarono a tenersi di fronte alla chiesa matrice. Da tener presente che l'attuale via Municipio a quel tempo fino al 1930 era solo una via di transito non molto larga, resa spaziosa grazie all'intervento del podestà Giovanni D'Anna che esproprio circa tre metri di suolo laterale incominciando dalla farmacia Del Core fino all'incrocio di via Nazario Sauro. Fanno parte della contrada: piazza IV Novembre, via Sarno, via Antonietta De Pace, via Municipio e traversa, via Cesare Battisti e parte delle vie Roma, Risorgimento e via Nazario Sauro.
- Arco. Il rione Arco è il più antico di Striano. Prende il nome dalla Porta civica di San Nicola, unica rimasta dell'antica cinta muraria che racchiudeva Striano, chiamata comunemente "L'Arco", infatti da questo termine volgare prende il nome la contrada. Venne eretta nella seconda metà del X secolo. Fanno parte della contrada Arco: via Giuseppe Garibaldi da largo Arco a piazza Guglielmo Marconi, traversa Giuseppe Garibaldi, via Martiri Ungheresi, via Palma e traverse, via Roberto Serafino con le traverse e via Monte.
- Marzo. Il rione Marzo è uno dei più antichi di Striano dopo quello dell'Arco. Prende il nome dall'antica famiglia strianese Marzi, oggi estinta, i cui membri risiedevano lì. Nel Palazzo Perna, riconoscibile dalle caratteristiche testine di terracotta sulla facciata e che domina l'intero largo Marzo, avevano luogo le riunioni del consiglio comunale. Fanno parte della contrada: largo Marzo, via Beniamino Marciano, via Giuseppe Garibaldi da largo Marzo a piazza Guglielmo Marconi, via Foce, via Farricella I e II, via Caduti per la Patria e parte di via Nazario Sauro.
- Troccole, è il rione che si estende dall'incrocio di via Roma con via Risorgimento sino al Villaggio del Bambino. Fanno parte: piazza Giovanni D'Anna, via Poggiomarino, parte di via Roma e tutte le traverse, via San Michele Arcangelo, parte di via Roberto Serafino, via Piano, via Pedali, cortile Casale e via Cerza.

### Periferia

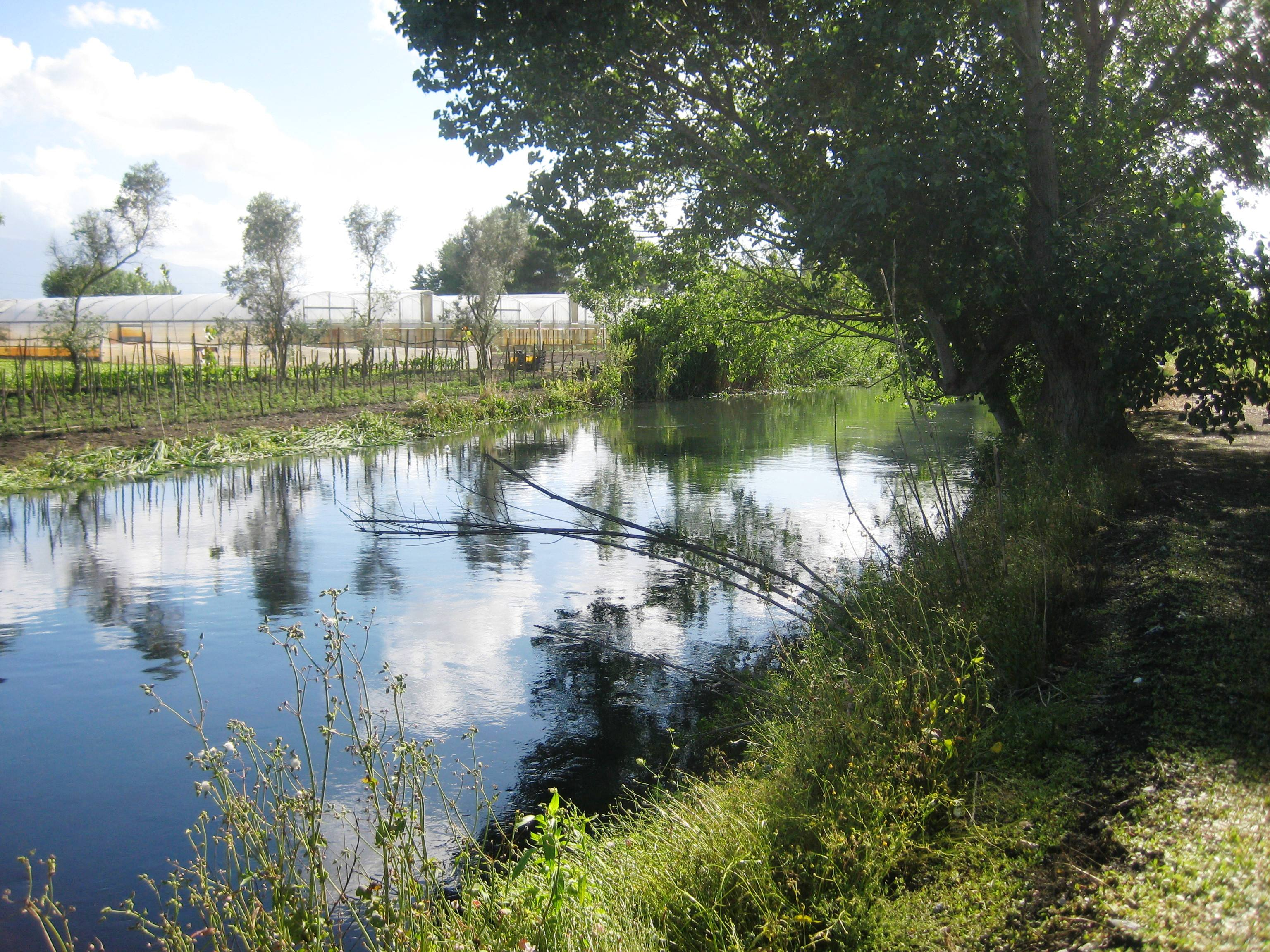
Fiume Sarno nel tratto strianese

- Epitaffio
- Saudone
- Trivio (da cui deriva l'attuale Tredici)
- San Valentino
- Rivolta
- Difesa
- Farricella
- Foce
- Longola (o Terra di Mezzo)
- San Michele Arcangelo

## Economia

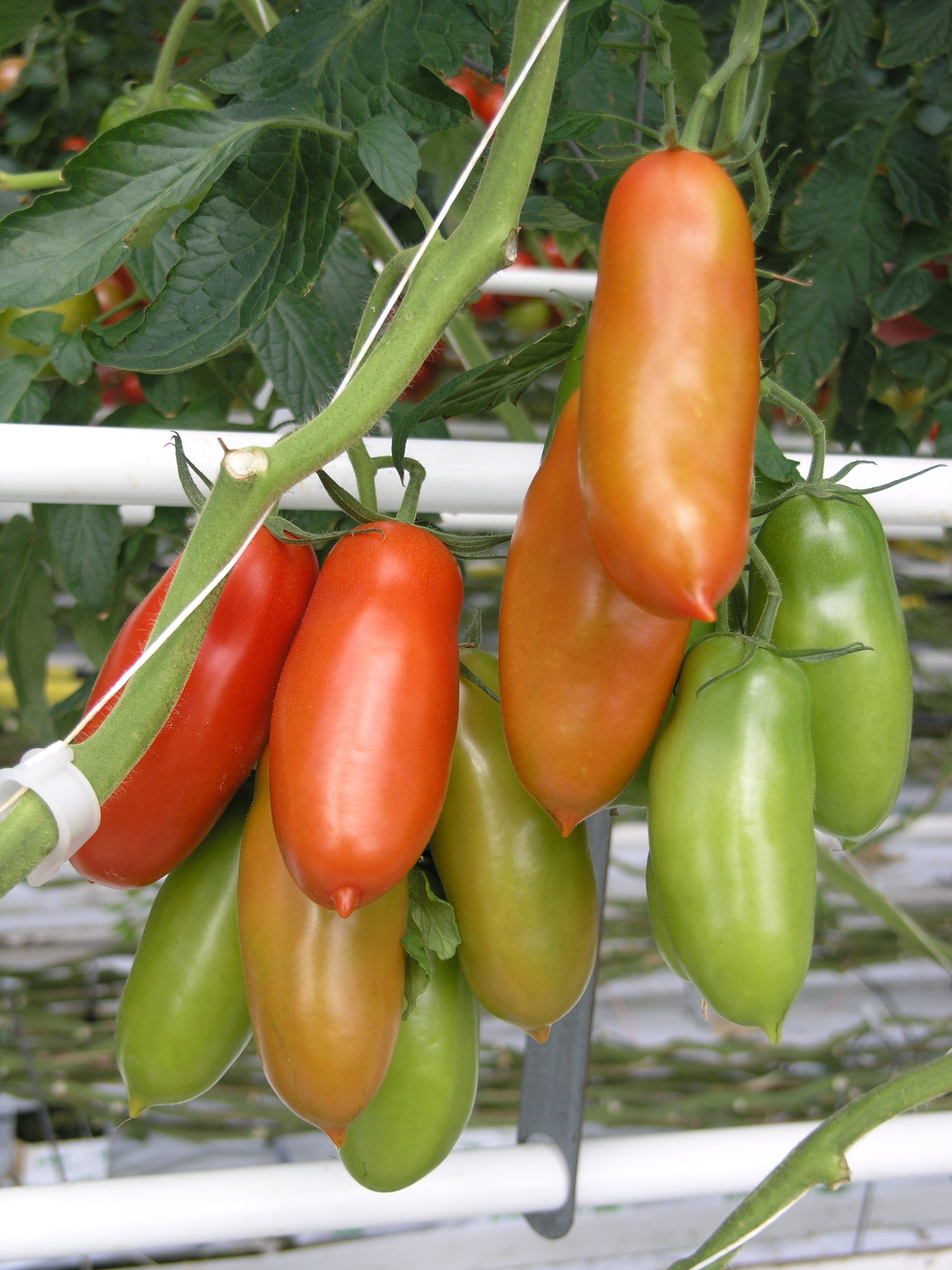
Il pomodoro San Marzano DOP, tipico della Valle del Sarno

Striano è un territorio prevalentemente agricolo e di recente dedito anche all'industria. Tra i prodotti tipici del territorio c'è il pomodoro San Marzano DOP, il cipollotto nocerino DOP, la patata novella campana e il friariello, presenti in tutti i comuni della Valle del Sarno, e dunque anche a Striano. Le industrie presenti sul territorio sono una decina, inoltre, è in corso la costruzione della zona industriale in località Saudone, che accoglierà le numerose industrie conserviere del territorio.

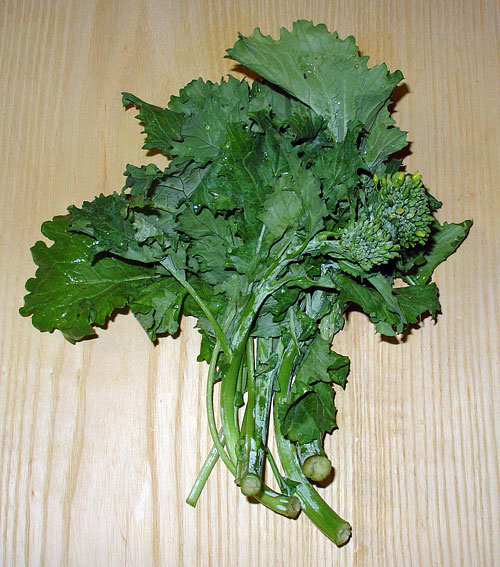
Il friariello tipico di Napoli

## Infrastrutture e trasporti

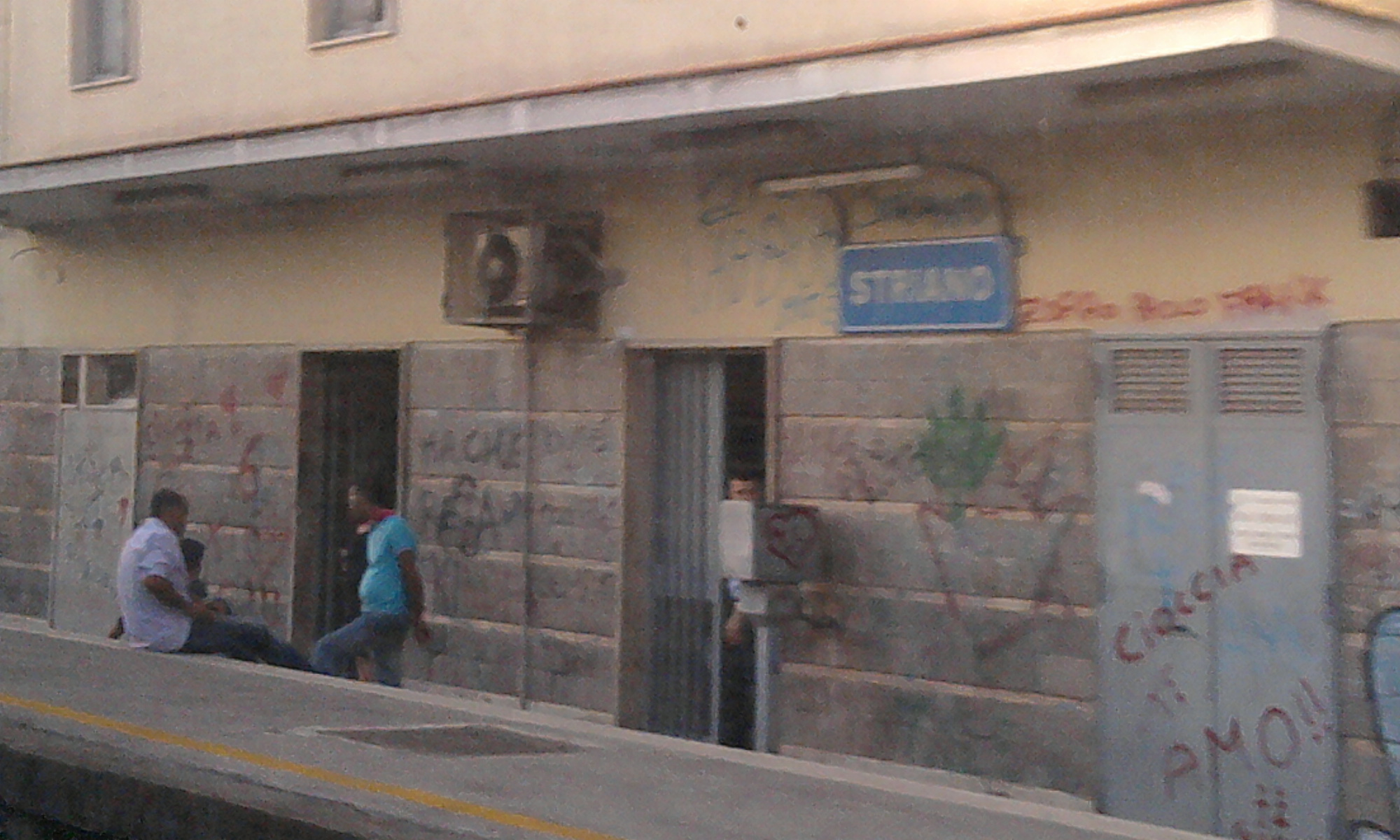
La stazione Circumvesuviana di Striano

### Strade
Striano è interessato dalle seguenti direttrici stradali:
- Autostrada A30 Caserta - Nola - Salerno;
- Strada statale 268 del Vesuvio;
- Strada statale 367 Nolana - Sarnese;
- Strada Provinciale 84, Striano-Poggiomarino;
- Strada Provinciale 85, Striano - Palma Campania;
- Strada Provinciale 29, Tavernanova;
- Strada Provinciale 106, Striano - A30 - SS367 - Sarno;
- Strada Provinciale 373, Striano - S.Maria della Foce;
- Strada Provinciale 267, Epitaffio;
- Strada Provinciale 309, Striano - San Valentino Torio;
- Strada Provinciale 398, Santa Croce del Ceraso;
- Strada Provinciale 318, Tavernanova - Nolana Sarnese;
- Strada Provinciale 483, Furchi in Striano.

### Ferrovie
- Circumvesuviana, linea Napoli – Ottaviano – Sarno, stazione di Striano.

## Amministrazione
| Periodo | Periodo | Primo cittadino     | Partito                            | Carica                  | Note |
| ------- | ------- | ------------------- | ---------------------------------- | ----------------------- | ---- |
| 1988    | 1989    | Michele Annunziata  | Democrazia Cristiana               | Sindaco                 |      |
| 1989    | 1991    | Ulrico Gravetti     | Democrazia Cristiana               | Sindaco                 |      |
| 1991    | 1992    | Alfonso Falco       | Democrazia Cristiana               | Sindaco                 |      |
| 1992    | 1993    | Paola Spene         |                                    | Commissario prefettizio |      |
| 1993    | 1997    | Elisa Boccia        | Lista civica (centro-sinistra)     | Sindaco                 |      |
| 1997    | 2002    | Elisa Boccia        | Partito Democratico della Sinistra | Sindaco                 |      |
| 2002    | 2007    | Antonio Del Giudice | L'Ulivo                            | Sindaco                 |      |
| 2007    | 2008    | Biagio Pellegrino   | Lista civica                       | Sindaco                 |      |
| 2008    | 2009    | Gerlando Iorio      |                                    | Commissario prefettizio |      |
| 2009    | 2014    | Antonio Del Giudice | Lista civica (centro-destra)       | Sindaco                 |      |
| 2014    | 2019    | Aristide Rendina    | Lista civica (centro-sinistra)     | Sindaco                 |      |
| 2019    | 2024    | Antonio Del Giudice | Lista civica (centro-destra)       | Sindaco                 |      |
| 2024    | oggi    | Giulio Gerli        | Lista civica (centro-sinistra)     | Sindaco                 |      |